# San Diego State College
El San Diego State College  es el conjunto de varios edificios históricos que forman un distrito histórico ubicado en la Universidad Estatal de San Diego en San Diego, California. El San Diego State College se encuentra inscrito como un Distrito Histórico en el Registro Nacional de Lugares Históricos desde el 04 de septiembre de 1997.

## Ubicación
El San Diego State College se encuentra dentro del condado de San Diego en las coordenadas 32°46′33″N 117°04′16″O / 32.775833, -117.071111.